# تيري وارتون
تيري وارتون (بالإنجليزية: Terry Wharton)‏ (1 يوليو 1942 ببولتن في المملكة المتحدة - ) هو لاعب كرة قدم بريطاني في مركز جناح. لعب مع بولتون واندررز وكريستال بالاس ونادي والسول ووولفرهامبتون واندررز ونادي كيدرمينستر هاريرز لكرة القدم ولوس أنجلوس وولفز ونادي ديربن سيتي.

## وصلات خارجية
- تيري وارتون على موقع قاعدة بيانات كرة القدم.إي يو (الإنجليزية)
- تيري وارتون على موقع عالم كرة القدم.نت (الإنجليزية)